# Oberhaslach
Oberhaslach es una localidad y comuna francesa, situada en el departamento de Bajo Rin en la región de Alsacia.

## Demografía
| 1004 | 1022 | 1108 | 1145 | 1333 | 1505 | 1718 | 1792 |
| Para los censos de 1962 a 1999 la población legal corresponde a la población sin duplicidades (Fuente: INSEE [Consultar]) |      |      |      |      |      |      |      |

## Patrimonio
- Capilla del peregrinaje de Saint-Florent, edificio de 1750 restaurado en el siglo XX. Contiene una serie de ex votos de los siglos XVIII y XIX
- Capilla de Gensbourg, neorrománico del siglo XIX
- Castillo de Nideck
- vestigios del Castillo de Ringelstein, construido en el siglo XIII perteneció a la familia de los señores de Eguisheim y al obispo de Estrasburgo hasta su destrucción en 1470.
- Castillo de Hohenstein